# Marcel Hocq
 (décembre 2020).
Si vous disposez d'ouvrages ou d'articles de référence ou si vous connaissez des sites web de qualité traitant du thème abordé ici, merci de compléter l'article en donnant les références utiles à sa vérifiabilité et en les liant à la section « Notes et références ».
 (décembre 2020).
Pour les articles homonymes, voir Hocq (homonymie).
Marcel Hocq, né le 16 mars 1933 à Boignée et mort le 14 avril 2021 à Velaine-sur-Sambre, est un peintre, sculpteur et céramiste expressionniste belge.

## Biographie
Marcel Hocq naît le 16 mars 1933 à Boignée (commune de Sombreffe) mais a vécu toute sa vie à Velaine-sur-Sambre (commune de Sambreville) où il est décédé le 14 avril 2021.
D'abord photographe professionnel, il fit partie du groupe des « 30x40 de Bruxelles ». Il se tourne ensuite, dès l'âge de vingt-cinq ans, vers la peinture en autodidacte. Après s’être progressivement affranchi de divers courants artistiques, son œuvre finit par traduire toute la force d’un expressionnisme renouvelé au travers de tableaux solidement charpentés dont la « sobriété des moyens accentue le climat poétique ». 
S'il s’inspire de souvenirs d’enfance avec nostalgie (fêtes foraines, manèges, cirques, fiançailles et mariages), s'il affectionne les animaux (les chats, les chèvres et les chevaux), la femme reste, néanmoins, le centre de ses préoccupations ; il la représente avec un visage impassible et serein, seulement éclairé par de grands yeux vagues qui fixent le lointain. Elle est nue, désirable mais nimbée d’une sorte de pureté qui la rend inaccessible,.
Ses tableaux exposés tant en Belgique qu’à l’étranger se retrouvent dans les collections privées (Belgique, France, Canada, Pays-Bas, Allemagne, Espagne) et publiques (collections de l’État belge, de la Région Wallonne, de la Province de Namur, des villes de Kaprijke, Sambreville).
La commune de Sambreville lui a consacré une rétrospective en 2003 retraçant l'ensemble de son parcours artistique. Il est le concepteur d’un monument érigé sur le site de l’ancienne église de Velaine-sur-Sambre avec quelques pierres récupérées lors de sa démolition.